# Адель Шедлі
Адель Шедлі (араб. عادل الشاذلي, нар. 16 вересня 1976, Ла-Рикамарі) — колишній туніський футболіст, півзахисник. Виступав, зокрема, за клуб «Сошо», а також національну збірну Тунісу.

## Клубна кар'єра
У дорослому футболі дебютував 1994 року виступами за команду клубу «Сент-Етьєн», в якій провів три сезони, взявши участь у 33 матчах чемпіонату. 
Своєю грою за цю команду привернув увагу представників тренерського штабу клубу «Сошо», до складу якого приєднався 1997 року. Відіграв за команду із Сошо наступні сім сезонів своєї ігрової кар'єри. Більшість часу, проведеного у складі «Сошо», був основним гравцем команди.
Згодом з 2004 по 2012 рік грав у складі команд клубів «Істр», «Нюрнберг», «Сьйон», «Аш-Шабаб» (Дубай), «Істр» та «Етюаль дю Сахель».
До складу клубу «Раджа» (Касабланка) приєднався 2012 року. Провів протягом сезну за клуб з Касабланки 19 матчів в національному чемпіонаті, після чого завершив професійну кар'єру.

## Виступи за збірну
У 2003 році дебютував в офіційних матчах у складі національної збірної Тунісу. Провів у формі головної команди країни 57 матчів, забивши 3 голи.
У складі збірної був учасником Кубка африканських націй 2004 року у Тунісі, здобувши того року титул континентального чемпіона, розіграшу Кубка конфедерацій 2005 року у Німеччині, чемпіонату світу 2006 року у Німеччині, Кубка африканських націй 2006 року в Єгипті, Кубка африканських націй 2012 року у Габоні та Екваторіальній Гвінеї.

## Титули і досягнення
- Переможець Кубка африканських націй: 2004
- Переможець Чемпіонату африканських націй: 2011